# Скуйенская волость
Скуйенская волость (латыш. Skujenes pagasts) — одна из территориальных единиц Цесисского края Латвии. Граничит с Аматской, Заубской, Нитаурской, Вайвской, Тауренской и Кайвской волостями своего края.
Крупнейшими населёнными пунктами волости являются сёла: Скуйене (волостной центр), Геркени, Коса, Мали, Перкони, Сермукши, Вецскуйене.
В Скуйене находится лютеранская, в Геркени и Мали — православные церкви.
Через Скуйенскую волость проходят региональные автодороги P3 Гаркалне — Алаукстс и P31 Эргли — Драбеши.
По территории волости протекают реки: Алупите, Амата, Дзиркступе, Дзирнупе, Меллупе, Перконьупите, Писла. Из крупных озёр — Косас и Сарканю.

## История
В 1935 году площадь Скуйенской волости Цесисского уезда составляла 64 км².
В 1945 году в волости были созданы Скуйенский и Кайвский сельские советы. После отмены в 1949 году волостного деления Скуйенский сельский совет входил в состав Цесисского района.
В 1949 году к Лейманьскому сельсовету была присоединена территория ликвидированного Кайвского сельсовета (восстановленного в прежних границах в 1965 году). В 1954 году к Скуйенскому сельсовету — территория Думкалнского сельсовета. В 1959 году Скуйенский сельсовет был присоединён к Лейманьскому сельсовету, исключая территорию совхоза «Заубе», которая была переподчинена Клигенскому сельсовету. В 1964 году Лейманьский сельсовет был переименован в Скуйенский. В 1965 году к Скуйенскому сельсовету была присоединена территория совхоза «Скуйене» Косского, Сермукшского и Заубского сельсоветов. В том же году к Кайвскому сельсовету была присоединена территория колхоза «Дрошайс цельш» и совхоза «Кайве» Скуйенского сельсовета. В 1975 году к Скуйенскому сельсовету была присоединена часть территории Сермукшского сельсовета.
В 1990 году Скуйенский сельсовет был реорганизован в волость. В 2009 году Скуйенская волость была включена в состав Аматского края.
В 2021 году в результате новой административно-территориальной реформы Аматский край был упразднён, а Скуйенская волость была включена в Цесисский край.

## Известные люди
- Митрополит Августин (в миру А́вгуст Ада́мович Пе́терсон, латыш. Augusts Pētersons; 1873—1955) — митрополит Рижский и всея Латвии (Латвийская православная церковь).